# Elias Abou Chabaki
Elias Abou Chabaki ou Chabaké ou Chabké (en arabe : الياس أبو شبكة), né le 3 mai 1903 à Providence, dans l'État du Rhode Island, aux États-Unis, et mort le 27 janvier 1947 à Beyrouth, est un écrivain, poète, éditeur, et traducteur libanais, l'un des figures de proue de la Nahda, ainsi qu'un des fondateurs de la Ligue des Dix.

## Biographie
Elias Abou Chabaki est né le 3 mai 1903 à Providence, la capitale de l'État américain du Rhode Island de parents libanais,. Ses parents étaient en voyage aux États-Unis au moment de sa naissance. Abou Chabaki s'installe avec ses parents à Paris pour une courte période, puis revient avec eux dans sa maison ancestrale à Zouk Mikael au Liban et est scolarisé à l'école d'Antoura. Il y reste jusqu'au début de la Première Guerre mondiale. À la fin de la guerre, Abou Chabaki poursuit ses études à l'école maronite à Jounieh.
Abou Chabaki est issu d'une famille aisée. Son père, le marchand Youssef Abou Chabaki meurt lorsqu'il a huit ans, ce qui lui a laissé une impression triste tout au long de sa vie, et cela se ressent dans son écriture,.
Abou Chabaki commence à travailler à un âge précoce comme enseignant à l'école Saint-Joseph, à l'école islamique Makassed et à l'école des Frères maristes. Il travaille aussi comme journaliste et traducteur pour de nombreux journaux.
En 1926, Abou Chabaki publie son premier recueil de poèmes La Guitare (القيثارة).
Abou Chabaki écrit environ 30 livres. Ses livres les plus célèbres sont Les Serpents du paradis, Galwaa et L'Appel du cœur.
Il se lie d'amitié avec l'écrivain Mikhail Naimy et le peintre César Gemayel (en).
En 1946, Abou Chabaki est atteint d'un leucémie et est hospitalisé plusieurs fois jusqu'à son décès en 1947.
L'année 1997 est décrétée « année Chabaki » par le président libanais. En 2001, un timbre à son effigie est émis par la LibanPost (en), la poste libanaise,.
En 1997, la municipalité de Zouk Mikael transforme sa maison familiale en un musée devant à son ouverture en 1998 contenir ses livres et certaines de ses affaires personnelles.